# Электронная торговля
Электро́нная торго́вля (англ. Electronic trading, eTrading, e-Trading) — осуществление торговли различными финансовыми инструментами и биржевыми товарами через Интернет.
Электронная торговая платформа представляет собой часть компьютерного программного обеспечения, которое позволяет пользователям размещать заказы на финансовые продукты через сеть с финансовым посредником. Эти продукты включают такие продукты, как акции, облигации, валюты, товары и производные финансовые инструменты. Первой широко распространенной электронной торговой площадкой стала американская фондовая биржа Nasdaq. Доступность таких торговых платформ для публики способствовала росту розничных инвестиций.
Эти платформы доступны на мобильных устройствах, но могут предоставлять аналог веб-сайта или интерфейс прикладного программирования (API).

## E-tendering
Тендерная площадка электронная (веб-площадка, интернет-площадка, электронная торговая площадка) — специализированный интернет-ресурс, предоставляющий пользователям виртуальное информационное пространство для осуществления электронной коммерческой деятельности. Может быть организована в формате электронного аукциона, позволяя проводить сделки в онлайн режиме между удаленными участниками, фактически выступая в роли биржи.
Большинство тендерных площадок предлагают информационные сервисы для заказчиков и подрядчиков, обеспечивая доступность информации о существующих тендерах и возможностях их исполнения для всех заинтересованных лиц.
Существуют как узкопрофильные площадки, ориентированные на строго определенные тендеры, так и универсальные, предлагающие широкий спектр услуг и товаров. Привлекательность для потенциальных пользователей электронных площадок обусловлена их доступностью, возможностью охвата целевой аудитории, скоростью и простотой поиска нужной деловой информации.
По мнению некоторых аналитиков, в частности IDC, к онлайновым торговым площадкам можно отнести лишь те, что управляются нейтральной третьей стороной и служат для проведения транзакций между многими покупателями и продавцами. Площадки, служащие интересам одного или нескольких продавцов, по их мнению, являются лишь средством электронной дистрибуции (electronic-distribution tool).

## История
До появления электронной торговли сделки person-to-person веками проводились на физических биржах в США. NYSE была самой заметной из этих бирж и работала на открытом протесте, который представлял собой систему сигналов руками и устного общения, используемую участниками для размещения торгов. В 1971 году Национальная ассоциация дилеров по ценным бумагам создала Nasdaq и работала полностью в электронном виде в компьютерной сети. Он быстро завоевал популярность, и к 1992 году на его долю приходилось 42 % объема торговли в США. С появлением электронных финансовых рынков вскоре были запущены и электронные торговые площадки. В 1992 году Глобэксстала первой электронной торговой площадкой, вышедшей на рынок. E*Trade, компания, которая начинала как онлайн-брокерская служба, вскоре также запустила собственную платформу, ориентированную на потребителя. Эти платформы быстро завоевали популярность благодаря темпам роста E*Trade в 9% в месяц в 1999 году.

### Влияние на задержку
По состоянию на 2007 год брокер не мог выполнить поток ордеров без использования какой-либо электронной технологии. Доступность торговли за пределами торгового центра торгового зала резко увеличила количество участников рынка, которые не являются частью финансовой индустрии. На этих участников, или розничных трейдеров, в 2020 году приходилось 25 % активности фондового рынка.
Поскольку инвесторам не нужно посещать биржевую площадку, такую как NYSE, исполнение сделок в сетях дальнего действия вызвало расхождения в скорости торгов. Передача данных через Интернет, требующая множества сетевых переключений, также приводит к дополнительным временным задержкам. Торговля акциями, расположенными ближе к рыночным центральным компьютерам в районе Нью-Йорка, выполняется на 2,8 % быстрее, чем за пределами Нью-Йорка. Сделка в районе Нью-Йорка имеет спред между ценами покупки и продажи на 0,75 цента ниже, чем за пределами Нью-Йорка, что значительно снижает совокупные затраты.
Это побуждает трейдеров в районе Нью-Йорка применять стратегии, которые используют их преимущество в скорости. Некоторые биржи предлагают совместное размещение: преимущество удаленного выполнения торговых алгоритмов рядом с большими центральными компьютерами.  Спрос на совместное размещение быстро вырос для торговых организаций. Только с 2008 по 2010 год бизнес колокейшн NASDAQ вырос на 25 %, и компании начали проводить полностью автоматизированные сделки, чтобы воспользоваться преимуществами сокращения времени ожидания.